# سیارک ۲۳۲۰۴
سیارک ۲۳۲۰۴ (به انگلیسی: 23204 Arditkroni، نامگذاری:2000SN172) بیست و سه هزار و دویست و چهارمین سیارک کشف شده‌است که در ۲۷ سپتامبر ۲۰۰۰ کشف شد.
قدر مطلق سیارک برابر ۱۲.۹ است.